# プルーデンス政策
プルーデンス政策 (prudence policy) とは、金融システムの安定を目的とした政策であり、中央銀行による「最後の貸し手（Lender of Last Resort）」機能、政府による公的資金の注入といった例があげられる。ミクロ・プルーデンス政策とマクロ・プルーデンス政策による区別、事前的措置と事後的措置による区別といった分け方が一般的にされる。国によって規制監督機関や方法は異なるが、政府と中央銀行が中心となって行うことが多い。2008年9月15日のリーマン・ショックを機に、国際的に強化される流れへと進んだ。

## ミクロ・プルーデンス政策
ミクロ・プルーデンス政策とは、個別の金融機関の経営を監視・監督し破綻を未然に防ぐものである。
日本では金融庁の検査、日本銀行の考査が挙げられる。

## マクロ・プルーデンス政策
システミック・リスクに対応するため、金融機関全体に行う政策である。金融機関全体に対する業務規制や、自己資本比率を規制するバーゼル規制といった例が挙げられる。

## 事前的措置と事後的措置
事前的措置とは、金融機関の経営の健全性確保を通じて金融機関の破綻などを未然に防止するための処置で、競争制限的規制による価格競争規制や非価格競争規制、健全性規制（バランスシート規制）による自己資本比率規制、流動性資産比率、営業用不動産規制、大口融資規制、配当率規制、外国為替持高規制、金融機関の検査などによって金融機関の経営の健全性と安定性を持たせる。
事後的措置とは個別銀行の経営破綻が銀行間の債権債務関係を通じて銀行システム全体へ波及するシステミック・リスクの発生防止を目的とし、預金保険制度・中央銀行による緊急融資・公的資金注入などのセーフティーネット、金融機関が破綻した場合の救済・清算などを行う。事後的処置はあらかじめ預金者や金融機関の取引相手に安心感を与え、取り付け騒ぎなどを契機とする銀行危機を防止し金融システムの安定を図ろうとする事前的効果を持つ。

## 問題点
セーフティ・ネットを提供することで、モラル・ハザードの発生が懸念される。事後的な対応が強化されれば、金融機関の経営者は大きなリターンを得て過度なリスクを受け入れる傾向にある。このため、債務支払能力に問題があると救済を行っても破綻を先延ばしただけとなってしまう。また、巨大な金融機関であれば破綻が及ぼす影響は必然的に大きいため、事後的な対応が行われると予想されモラル・ハザードが起こることもある。

## 護送船団方式
従来の日本のプルーデンス政策はいわゆる「護送船団方式」と呼ばれ、「競争制限的規制」という金融機関の銀行当局に対する「倒産させないであろう」という信頼から成り立っていたが、金融自由化の進行に伴い資本主義経済になじまない部分があることから、金融庁が設置されたことにより指導行政が緩和され、更にBIS規制（自己資本比率に関する国際統一基準）の厳格な適用などにより、現在のプルーデンス政策は「護送船団方式」と呼ばれた当時から大きく変化している。

## 将来のプルーデンス政策
将来のプルーデンス政策としては3つ挙げることが出来、まず1つ目は金融機関自身の自己責任強化、健全経営（サウンドバンキング）として、金融機関自身の慎重な経営スタンスの維持による資産内容の健全性の維持、各種リスクに対する十分な管理体制の構築、ATM体制の構築、内部検査体制の強化等があり、2つ目としては金融当局の役割として、各種規制、レギュレーションにより銀行経営の健全性を促す、実地検査、考察、日ごろのモニタリングによる銀行経営の健全性のチェック、個別金融機関の経営破綻に備えてセーフティネットの構築があり、3つ目としてはセーフティネットによるモラルハザードとして、預金者の金融機関の経営に対する無関心、市場規律が働かなくなることへの対処、金融機関から見ると預金者保護が金融機関保護となってしまうので、risk premium支払いの節約から金融機関のrisk takingの促進、ハイリスク・ハイリターンの資産運用の活用の強化としてアメリカのブローカー預金、S&Lのハイリスク経営がある。
しかし金融システムを脅かす事件として過去に、アメリカでの1920年代の世界恐慌、1980年代の貯蓄貸付組合の経営破綻(S&L危機)、日本では昭和金融恐慌、バブル経済の破綻による金融システム混乱などがあり、過去の経験を踏まえた将来のプルーデンス政策を考える必要がある。そして現在のプルーデンス政策において事後的処置である預金保険制度によるセーフティーネットが金融機関、預金者等において重要なものとなっている。